# Arn Saba
Katherine Collins, születési neve Arnold Alexander Saba Jr., művésznevén Arn Saba (Vancouver, 1947. július 6. –) kanadai képregényalkotó, újságíró, énekesnő és médiaszemélyiség.

## Életpályája
Arn Saba Vancouverben született. A Brit Columbia Egyetem hallgatójaként alkotta meg első képsorát, a Moralmant, mely az The Ubyssey nevű egyetemi folyóiratban jelent meg. Az 1960-as években elhagyta az egyetemet, hogy művészeti területen helyezkedjen el. Gordon Fidlerrel kísérleti filmeket forgatott valamint gyermekkönyveket alkotott. 1974 és 1977 között a Pacific Yachting Magazine művészeti szerkesztője volt, valamint részt vett a Circus Minimus nevű avantgárd színpadi társulat előadásaiban. 1977-ben Torontóban telepedett le. Producerként és humoristaként dolgozott a CBC Radio alkalmazásában, valamint újságíróként különböző magazinok populáris kultúrával foglalkozó rovatiban. Saba Neil the Horse című képsora 1975 és 1982 között jelent meg a kanadai újságokban heti rendszerességgel, majd kötetek formájában egészen 1988-ig.
1990 és 2005 között San Franciscóban élt. 1993-ban Saba nővé operáltatta magát és felvette a Katherine Collins nevet. Felhagyott a képregényalkotással és íróként folytatta pályafutását.